# Promethea
Promethea è un personaggio dei fumetti creato da Alan Moore e J.H. Williams III nel 1999, pubblicato dalla WildStorm - DC Comics.
È la protagonista dell'omonima serie a fumetti appartenente all'etichetta statunitense America's Best Comics. La serie, durata 32 numeri a cadenza irregolare dal 1999 al 2005, esplora le idee del suo creatore Moore riguardo all'arte e alla magia, combinando elementi supereroistici, teorie metafisiche e allucinazioni psichedeliche, il tutto focalizzato sulle avventure di Promethea, un personaggio "metafittizio" dai grandi poteri magici.
La serie di Promethea è notevole anche per la grande sperimentazione effettuata dai suoi autori nelle tecniche narrative e nello stile grafico e visivo.
Anche se si presenta scorrevole nella lettura, è ricco di simboli che Moore nasconde in ogni tavola, in ogni oggetto, ogni azione della protagonista Sophie Bangs nel suo cammino alla scoperta dell'immateria e della magia.
Promethea nasce nell'immaginario prima che qualcuno la immagini e scriva di lei, bambina rifugiatasi e sopravvissuta nell'"immateria", luogo ove miti, paure, sogni e desideri dell'uomo prendono forma e talvolta sostanza, sopravvivendo a chi li ha generati.